# بایاتی
بایاتی (به ترکی آذربایجانی: Bayati) رایج‌ترین فرم شعر فولکولوریک یا همان ادبیات شفاهی مردمان آذربایجانی است. بایاتی از چهار مصرع کوتاه هفت هجایی تشکیل شده‌است که مصراعهای اول، دوم و چهارم هم قافیه و مصرع سوم آزاد است. مضمون و هدف نهایی بایاتی نیز در دو مصراع آخر بیان می‌شود و از نظر فرم شبیه دو بیتی بوده ولی کوتاه‌تر از دو بیتی است که هر مصراع یازده هجا دارد. به ندرت بایاتی شش مصراعی هم یافت می‌شود.
در بایاتی‌ها مضامین عمیق فلسفی، اجتماعی، تاریخی، دینی، اخلاقی و لیریک بیان می‌شود. در بایاتی‌ها مبارزه علیه استثمار و ستم ملی، عشق به وطن و مردم، دیدگاه‌های فلسفی، عوالم معنوی و داخلی انسان و غیره منعکس می‌شود. بایاتی‌ها به سبب تنوع موضوع و مضمونشان در جشن و پایکوبی، عزا و ماتم، مراسم مختلف، در تنهایی و جمع و خلاصه در هر حالت و همه جا خوانده می‌شوند.
از سرایندگان مشهور بایاتی می‌توان به شاه اسماعیل صفوی که در شعر ختایی تخلص می‌کرد اشاره نمود.
یا گلیب اورک یارا
محبت گوستر، یارا
عاشیق، عاشیق اوخونماز
گورمسه یاردان، یارا
«سلمان حیدری»

## وجه تسمیه بایاتی
در زمینه ریشه‌شناسی یا اتیمولوژی کلمه بایاتی نظرات مختلفی موجود است.
به نظر سلمان ممتاز بنا به روایتی بایات نوه اوغوزخان بوده و نام قبیله بایات نیز که در تاریخ آذربایجان نقشی اساسی داشته‌اند، منعکس شده‌است و بایاتی یعنی شعری که مخصوص قبیله بایات است.
محمود کاشغری در کتاب دیوان لغات ترک از بایات به عنوان توتم نامبرده و پروفسور دمیرچی زاده و پروفسور تهماسب از برجسته‌ترین فولکلورشناسان آذربایجان نیز به توتم بودن «بایات» صحه گذاشتند.
امین عابد دیگر فولکلورشناس آذربایجان که بیشترین و معتبرترین تحقیقات بر روی بایاتی‌ها متعلق به اوست، معتقد است که «در فولکلور ملل ترک اشعار هفت هجایی و چهار مصرعی، فقط در آذربایجان «بایاتی» نامیده می‌شود و در میان سایر ملل ترک اسامی مختلف دیگری دارد؛ مثلاً در لهجه‌های غربی چون ترکی عثمانی (استانبولی) «مانی» (mâni)، در ترکی کریم «چینق» (ςinq)، در ترکی قازان و کریم جنوبی «جیر» (jir)، در ازبکی «اَشوله» (âšula)، در ترکی عراقی «تورکو» (türkü)، در قرقیزی و قزاقی «قاییم اولنگ» (qâyim ölang) و «اَیتیسپا» (âytispâ) نامیده می‌شود.

## رابطه موسیقی و بایاتی
رابطه موسیقی و بایاتی‌ها یک ارتباط تنگاتنگ و غیرقابل انکار است و بر روی بسیاری از بایاتی‌ها آهنگ‌های مختلف موسیقی گذاشته شده و از این میان دستگاه‌های موسیقی گوناگونی چون بیات ترک، بیات شیراز، بیات کرد، بیات چوپان و غیره به وجود آمده‌است.